# Bibliografia lui H. G. Wells

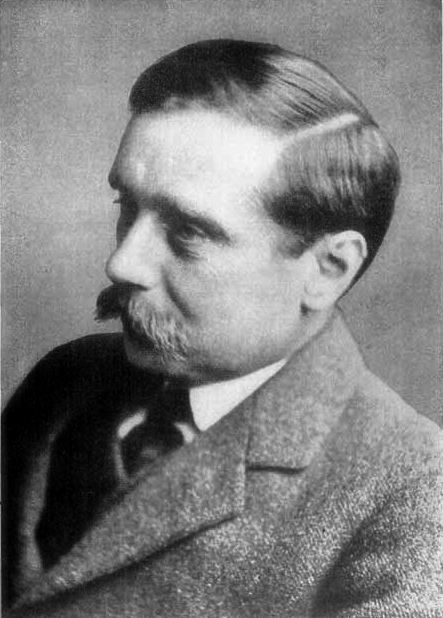
H. G. Wells (1866–1946)

H. G. Wells a fost un autor prolific de cărți de ficțiune și non-ficțiune. Cariera sa scriitoricească se întinde pe mai mult de șaizeci de ani, romanele sale science fiction din perioada de început aducându-i titlul de "Părinte al științifico-fantasticului" (alături de Jules Verne și Hugo Gernsback).
Intrările marcate cu un asterisc sunt disponibile pe site-ul Proiectului Gutenberg.

## Romane
- The Time Machine (1895)*

ro. Mașina timpului
- The Wonderful Visit (1895)

ro. Vizita miraculoasă

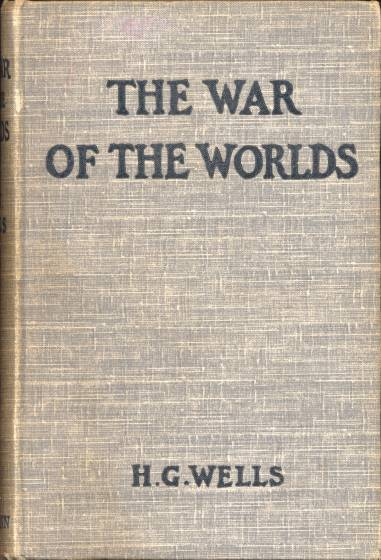
Prima ediție a romanului Războiul lumilor din 1898

- The Island of Doctor Moreau (1896)*

ro. Insula Doctorului Moreau
- The Wheels of Chance (1896)*

ro. Roțile destinului
- The Invisible Man (1897)*

ro. Omul invizibil
- The War of the Worlds (1898)*

ro. Războiul lumilor
- When the Sleeper Wakes (1899)*

ro. Când se va trezi Cel-care-doarme
- Love and Mr Lewisham (1900)*

ro. Dragostea și dl. Lewisham
- The First Men in the Moon (1901)*

ro. Primii oameni în Lună
- The Sea Lady (1902)

ro. Doamna mării
- The Food of the Gods and How It Came to Earth (1904)*

ro. Hrana zeilor
- Kipps (1905)

ro. Kipps
- A Modern Utopia (1905)*

ro. O utopie modernă
- In the Days of the Comet (1906)*

ro. În zilele cometei
- The War in the Air (1908)*

ro. Războiul în văzduh
- Tono-Bungay (1909)*

ro. Tono Bungay
- Ann Veronica (1909)*

ro. Ann Veronica
- The History of Mr Polly (1910)*

ro. Povestea d-lui Polly
- The Sleeper Awakes (1910)* – ediție revizuită pentru Când se va trezi Cel-care-doarme (1899)
- The New Machiavelli (1911)*

ro. Noul Machiavel
- Marriage (1912)

ro. Căsătorie
- The Passionate Friends (1913)*

ro. Prieteni pasionați
- The Wife of Sir Isaac Harman (1914)

ro. Soția lui sir Isaac Harman
- The World Set Free (1914)*

ro. Lumea eliberată
- Bealby: A Holiday (1915)

ro. Bealby
- The Research Magnificent (1915)*

ro. Căutarea magnifică
- Mr Britling Sees it Through (1916)*

ro. Dl. Britling merge până la capăt
- The Soul of a Bishop (1917)*

ro. Sufletul unui episcop
- Joan and Peter: A Story of an Education (1918)

ro. Joan și Peter
- The Undying Fire (1919)

ro. Focul veșnic
- The Secret Places of the Heart (1922)*

ro. Ascunzișurile inimii
- Men Like Gods (1923)

ro. Oameni ca zei
- The Dream (1924)

ro. Visul
- Christina Alberta's Father (1925)

ro. Tatăl Christinei Alberta
- The World of William Clissold (1926)

ro. Lumea lui William Clissold
- Meanwhile (1927)
- Mr Blettsworthy on Rampole Island (1928)

ro. Dl. Blettsworthy pe insula Rampole
- The King Who Was a King (1929)

ro. Regele care a fost rege
- The Autocracy of Mr Parham (1930)

ro. Dictatura d-lui Parham
- The Bulpington of Blup (1932)

ro. Bulpington din Blup
- The Shape of Things to Come (1933)

ro. Chipul lucrurilor viitoare
- The Croquet Player (1936)

ro. Jucătorul de crichet
- Brynhild (1937)

ro. Brynhild
- Star Begotten (1937)

ro. Născut dintr-o stea
- The Camford Visitation (1937)
- Apropos of Dolores (1938)

ro. Apropo de Dolores
- The Brothers (1938)

ro. Frații
- The Holy Terror (1939)

ro. Teroarea sfântă
- Babes in the Darkling Wood (1940)
- All Aboard for Ararat (1940)
- You Can't Be Too Careful (1941)

ro. Trebuie să fii foarte prudent

## Non-ficțiune
- Honours Physiography (1893) – cu R. A. Gregory
- Text-Book of Biology/Zoology (1893) – cu R. A. Gregory

ro. Un manual de biologie
- Certain Personal Matters (1897)

ro. Unele chestiuni personale
- Anticipations of the Reactions of Mechanical and Scientific Progress upon Human Life and Thought (1901)*

ro. Anticipații
- Mankind in the Making (1903)*
- The Future in America (1906)

ro. Viitorul Americii
- This Misery of Boots (1907)
- Will Socialism Destroy the Home? (1907)

ro. Socialismul și familia
- First and Last Things (1908)*

ro. Primele și ultimele lucruri
- Floor Games (1911)*
- The Great State (1912)
- Great Thoughts From H. G. Wells (1912)
- Thoughts From H. G. Wells (1912)
- Little Wars (1913)*
- New Worlds for Old (1913)*
- The War That Will End War (1914)
- An Englishman Looks at the World (1914)*
- The War and Socialism (1915)
- The Peace of the World (1915)
- What is Coming? (1916)*
- The Elements of Reconstruction (1916) – publicat sub pseudonimul D. P.

ro. Elementele reconstrucției
- God the Invisible King (1917)*
- War and the Future (cunoscut și ca Italy, France and Britain at War) (1917)*
- Introduction to Nocturne (1917)
- In the Fourth Year (1918)*

ro. În al patrulea an
- The Idea of a League of Nations (1919) – cu vicontele Edward Grey, Lionel Curtis, William Archer, H. Wickham Steed, A. E. Zimmern, J. A. Spender, Viscount Bryce și Gilbert Murray
- The Way to the League of Nations (1919) – cu vicontele Edward Grey, Lionel Curtis, William Archer, H. Wickham Steed, A. E. Zimmern, J. A. Spender, Viscount Bryce și Gilbert Murray
- The Outline of History (1920)

ro. Compendiu de istorie
- Russia in the Shadows (1920)

ro. Rusia în umbră
- Frank Swinnerton (1920) – cu Arnold Bennett, Grant Overton
- The Salvaging of Civilization (1921)
- A Short History of the World (1922)
- Washington and the Hope of Peace (cunoscut și ca "Washington and the Riddle of Peace") (1922)
- Socialism and the Scientific Motive (1923)

ro. Socialismul și motivul științific
- The Story of a Great Schoolmaster: Being a Plain Account of the Life and Ideas of Sanderson of Oundle (1924) – o biografie a lui Frederick William Sanderson

ro. Povestea unui mare învățător: Sanderson din Oundle
- A Year of Prophesying (1925)

ro. Un an de prorociri
- A Short History of Mankind (1925)
- Mr. Belloc Objects to "The Outline of History" (1926)
- Wells' Social Anticipations (1927)
- The Way the World is Going (1928)
- The Book of Catherine Wells (1928)
- The Open Conspiracy (cunoscut și ca What Are We To Do With Our Lives?) (1928)
- The Science of Life (1930) – cu Julian S. Huxley, G. P. Wells
- Divorce as I See It (1930)
- Points of View (1930)
- The Work, Wealth and Happiness of Mankind (1931)
- The New Russia (1931)
- Selections From the Early Prose Works of H. G. Wells (1931)
- After Democracy (1932)
- An Experiment in Autobiography (1934)
- The New America: The New World (1935)
- The Anatomy of Frustration (1936)
- World Brain (1938)
- The Fate of Homo Sapiens (cunoscut și ca The Fate Of Man) (1939)
- The New World Order (1939)
- Travels of a Republican Radical in Search of Hot Water (1939)

ro. Călătoriile unui republican radical în căutarea apei fierbinți
- The Common Sense of War and Peace (1940)

ro. Bunul simț despre război și pace
- The Rights of Man (1940)

ro. Drepturile omului sau pentru ce luptăm
- The Pocket History of the World (1941)
- Guide to the New World (1941)

ro. Ghidul Lumii Noi
- The Outlook for Homo Sapiens (1942)

ro. Perspectivele lui Homo Sapiens
- The Conquest of Time (1942)

ro. Cucerirea timpului
- Modern Russian and English Revolutionaries (1942) – cu Lev Uspensky
- Phoenix: A Summary of the Inescapable Conditions of World Reorganization (1942)
- Crux Ansata: An Indictment of the Roman Catholic Church (1943)
- '42 to '44: A Contemporary Memoir (1944)
- Reshaping Man's Heritage (1944) – cu J. B. S. Haldane, Julian S. Huxley
- The Happy Turning (1945)

ro. Cotitura fericită
- Mind at the End of its Tether (1945)

ro. Mintea la capătul resurselor sale
- Marxism vs Liberalism (1945) – cu I. V. Stalin

## Povestiri
- "A Family Elopement" (1884)
- "A Tale of the Twentieth Century" (1887)
- "A Talk with Gryllotalpa" (1887) – publicată sub pseudonimul  Septimus Browne
- "A Vision of the Past" (1887)
- "The Chronic Argonauts" (1888)
- "The Devotee of Art" (1888)
- "The Flying Man" (cunoscută și ca "The Advent of the Flying Man") (1893)

ro. Omul zburător
- "Æpyornis Island" (1894)

ro. Insula aepyornilor
- "A Deal in Ostriches" (1894)
- "The Diamond Maker" (1894)

ro. Fabricantul de diamante
- "The Final Men" (1894)
- "The Flowering of the Strange Orchid" (cunoscută și ca "The Strange Orchid") (1894)

ro. Înflorirea ciudatei orhidee
- "The Hammerpond Park Burglary" (1894)
- "The Lord of the Dynamos" (1894)
- "How Gabriel Became Thompson" (1894)
- "In the Avu Observatory" (1894)

ro. În observatorul din Avu
- "In the Modern Vein: An Unsympathetic Love Story" (cunoscută și ca "A Bardlet's Romance") (1894)
- "The Jilting of Jane" (1894)
- "The Lord of the Dynamos" (1894)
- "The Man With a Nose" (1894)
- "A Misunderstood Artist" (1894)
- "The Stolen Bacillus" (1894)

ro. Bacilii furați
- "The Thing in No. 7" (1894)
- "Through a Window" (cunoscută și ca "At a Window") (1894)
- "The Thumbmark" (1894)
- "The Treasure in the Forest" (1894)
- "The Triumphs of a Taxidermist" (1894)
- "The Argonauts of the Air" (1895)

ro. Argonauții aerului
- "A Catastrophe" (1895)
- "The Cone" (1895)
- "How Pingwell Was Routed" (1895)
- "Le Mari Terrible" (1895)
- "The Moth" (cunoscută și ca "A Moth – Genus Novo") (1895)
- "Our Little Neighbour" (1895)
- "Pollock and the Porroh Man" (1895)
- "The Reconciliation" (cunoscută și ca "The Bulla") (1895)
- "The Remarkable Case of Davidson's Eyes" (cunoscută și ca "The Story of Davidson's Eyes") (1895)

ro. Neobișnuitul caz al ochilor lui Davidson
- "The Temptation of Harringay" (1895)
- "Wayde's Essence" (1895)
- "The Apple" (1896)
- "In the Abyss" (1896)

ro. În abis
- "The Plattner Story" (1896)[3]
- "The Purple Pileus" (1896)
- "The Rajah's Treasure" (1896)
- "The Red Room" (1896)
- "The Sea Raiders" (1896)

ro. Năvălitorii din adâncuri
- "A Slip Under the Microscope" (1896)
- "The Story of the Late Mr Elvesham" (1896)
- "Under the Knife" (cunoscută și ca "Slip Under the Knife") (1896)
- "The Crystal Egg" (1897)

ro. Oul de cristal
- "Le Mari Terrible" (1897)
- "The Ghost of Fear" (1897)
- "The Lost Inheritance" (1897)
- "Mr Marshall's Doppelganger" (1897)
- "A Perfect Gentleman on Wheels" (1897)
- "The Presence by the Fire" (1897)
- "The Star" (1897)

ro. Steaua
- "A Story of the Days To Come" (1897)

ro. O poveste a zilelor ce vor veni
- "A Story of the Stone Age" (cunoscută și ca "Stories of the Stone Age") (1897)
- "Jimmy Goggles the God" (1898)
- "The Man Who Could Work Miracles" (1898)
- "Miss Winchelsea's Heart" (1898)
- "Mr. Leadbetter's Vacation" (1898)
- "The Stolen Body" (1898)
- "Walcote" (1898)
- "Mr Brisher's Treasure" (1899)
- "A Vision of Judgment" (1899)
- "A Dream of Armageddon" (1901)

ro. Un vis apocaliptic
- "Filmer" (1901)

ro. Filmer
- "Mr Skelmersdale in Fairyland" (1901)
- "The New Accelerator" (1901)

ro. Noul accelerator
- "The Inexperienced Ghost" (cunoscută și ca "The Story of the Inexperienced Ghost") (1902)
- "The Loyalty of Esau Common" (1902)
- "The Land Ironclads" (1903)

ro. Cuirasate terestre
- "Mr. Skelmersdale in Fairyland" (1903)
- "The Magic Shop" (1903)
- "The Truth About Pyecraft" (1903)

ro. Adevărul despre Pyecraft
- "The Valley of the Spiders" (1903)
- "The Country of the Blind" (1904)

ro. Țara orbilor
- "The Empire of the Ants" (1905)

ro. Împărăția furnicilor
- "The Door in the Wall" (1906)
- "The Beautiful Suit" (cunoscută și ca "A Moonlight Fable") (1909)
- "Little Mother Up the Morderberg" (1910)
- "My First Aeroplane" (1910)
- "The Obliterated Man" (1911)
- "The Sad Story of a Dramatic Critic" (1915)
- "The Story of the Last Trump" (1915)
- "The Wild Asses of the Devil" (1915)
- "Peter Learns Arithmetic" (1918)
- "The Grisly Folk" (1921)
- "The Pearl of Love" (1924)
- "The Queer Story of Brownlow's Newspaper" (1932)
- "Answer to Prayer" (1937)
- "The Country of the Blind (revizuită)" (1939)

## Culegeri de povestiri
- The Stolen Bacillus and Other Incidents (1895)*[4]
- Select Conversations With an Uncle (now extinct) (1895)
- The Red Room (1896)*
- Thirty Strange Stories (1897)[5]
- The Plattner Story and Others (1897)[6]
- Tales of Space and Time (1899)[7]
- A Cure For Love (1899)
- Twelve Stories and a Dream (1903)*[8]
- The Country of the Blind and Other Stories (1911)*
- The Door in the Wall and Other Stories (1911)*
- The Star (1913)
- Boon, The Mind of the Race, The Wild Asses of the Devil, and The Last Trump (1915) – prima ediție publicată sub pseudonimul Reginald Bliss
- Tales of the Unexpected (1922)
- Tales of Wonder (1923)
- Tales of Life and Adventure (1923)
- The Empire of the Ants and Other Stories (1925)
- The Short Stories of H. G. Wells (1927)
- Selected Short Stories (1927)
- The Adventures of Tommy (1929)
- The Valley of Spiders (1930)
- The Stolen Body and Other Tales of the Unexpected (1931)
- The Famous Short Stories of H. G. Wells (cunoscută și ca The Favorite Short Stories of H. G. Wells) (1937)
- Short Stories by H. G. Wells (1940)
- The Inexperienced Ghost (1943)
- The Land Ironclads (1943)
- The New Accelerator (1943)
- The Truth About Pyecraft and Other Short Stories (1943)
- Twenty-Eight Science Fiction Stories (1952)
- Seven Stories (1953)
- Three Prophetic Science Fiction Novels of H. G. Wells (1960)
- The Cone (1965)
- Best Science Fiction Stories of H. G. Wells (1966)
- The Complete Short Stories of H. G. Wells (1966)
- The Man with the Nose and Other Uncollected Stories of H. G. Wells (1984)
- The Red Room and Other Stories (1998)
- Selected Stories of H. G. Wells (2004)

## Articole
- "Zoological Retrogression" (1891)
- "The Rediscovery of the Unique" (1891)
- "Ancient Experiments in Co-Operation" (1892)
- "On Extinction" (1893)
- "The Man of the Year Million" (1893)
- "The Sun God and the Holy Stars" (1894)
- "Province of Pain" (1894)
- "Life in the Abyss" (1894)
- "Another Basis for Life" (1894)
- "The Rate of Change in Species" (1894)
- "The Biological Problem of To-day" (1894)
- "The 'Cyclic' Delusion" (1894)
- "Flat Earth Again" (1894)
- "Bio-Optimism" (1895)
- "Bye-Products in Evolution" (1895)
- "Death" (1895)
- "The Duration of Life" (1895)
- "The Visibility of Change in the Moon" (1895)
- "The Limits of Individual Plasticity" (1895)
- "Human Evolution, an Artificial Process" (1896)
- "Intelligence on Mars" (1896)
- "Concerning Skeletons" (1896)
- "The Possible Individuality of Atoms" (1896)
- "Morals and Civilisation" (1897)
- "On Comparative Theology" (1898)
- "The Discovery of the Future" (1902)
- "The Grisly Folk" (1921)
- "Mr. Wells and Mr. Vowles" (1926)[9]
- "The Red Dust a Fact!" (1927)
- "Democracy Under Revision" (1927)
- "Common Sense of World Peace" (1929)
- "Foretelling the Future" (1938)

## Ediții românești
- 1957 - Omul invizibil (traducere C. Camil și M. Ralian) - Editura Tineretului
- 1959 - Povestiri - Editura Meridiane
- 1962 - Opere alese, volumul I: Mașina timpului - Editura Tineretului. Conține romanele:
  - Mașina timpului (traducere Mihu Dragomir și C. Vonghizas)
  - Omul invizibil (traducere C. Camil și M. Ralian)
  - Insula doctorului Moreau (traducere Mihu Dragomir și C. Vonghizas)
- 1963 - Opere alese, volumul II: Războiul lumilor (traducere Mihu Dragomir și C. Vonghizas) - Editura Tineretului. Conține romanele:
  - Războiul lumilor
  - Când se va trezi cel care doarme
  - Primii oameni în Lună
- 1964 - Opere alese, volumul III: Hrana zeilor (traducere Victor Kernbach și C. Vonghizas) - Editura Tineretului. Conține romanele:
  - Hrana zeilor
  - Oameni ca zei
  - Dl. Blettsworthy pe insula Rampole
- 1965 - Opere alese, volumul IV: Oul de cristal (traducere Victor Kernbach, C. Vonghizas și B. Bereanu) - Editura Tineretului. Conține povestirile:
  - „Împărăția furnicilor”
  - „Cuirasate terestre”
  - „Țara orbilor”
  - „Bacilii furați”
  - „Înflorirea ciudatei orhidee”
  - „În observatorul din Avu”
  - „Omul zburător”
  - „Fabricantul de diamante”
  - „Insula aepyornilor”
  - „Neobișnuitul caz al ochilor lui Davidson”
  - „Argonauții aerului”
  - „În abis”
  - „Năvălitorii din adîncuri”
  - „Oul de cristal”
  - „Steaua”
  - „O poveste a zilelor ce vor veni”
  - „Filmer”
  - „Adevărul despre Pyecraft”
  - „Noul accelerator”
  - „Un vis apocaliptic”
- 1966 - Omul invizibil. Primii oameni în Lună  - Editura pentru Literatură Universală
- 1967 - Tono Bungay - Editura pentru Literatură Universală
- 1971 - Omul invizibil - Editura Albatros
- 1976 - În zilele cometei - Editura Dacia
- 1994 (?) - Războiul lumilor (traducere Mara Popa și Paul Lăcătuș) - Editura Larry Cart 2000
- 1997 - Mașina timpului. Războiul lumilor - Editura Litera
- 2005 - Insula doctorului Moreau (traducere Mihu Dragomir și C. Vonghizas) - Editura Leda
- 2005 - Războiul lumilor - Editura Leda
- 2006 - Omul invizibil - Editura Leda
- 2010 - Omul invizibil. Războiul lumilor - Editura Adevărul
- 2017 - Insula doctorului Moreau (traducere și adaptare de Mircea Opriță) - Editura Eagle, Colecția Seniorii Imaginației
- 2017 - Mașina timpului (Cuvânt înainte, traducere și adaptare de Mircea Opriță) - Editura Eagle, Colecția Seniorii Imaginației
- 2018 - Primii oameni în lună  (traducere și adaptare de Mircea Opriță) - Editura Eagle, Colecția Seniorii Imaginației
- 2019 - Omul invizibil  (traducere și adaptare de Mircea Opriță) - Editura Eagle, Colecția Seniorii Imaginației
- 2019 - Războiul lumilor  (traducere și adaptare de Mircea Opriță) - Editura Eagle, Colecția Seniorii Imaginației